# Монтень (певица)
Джессика Алисса Серро (англ. Jessica Alyssa Cerro; 14 августа 1995, Сидней, Австралия), более известная как Монтень (англ. Montaigne) — австралийская певица и автор песен. Представительница Австралии на конкурсе песни Евровидение-2021. Первоначально она должна была представить страну на Евровидении-2020 в Роттердаме с песней «Don’t Break Me», но конкурс был отменён в связи с пандемией COVID-19. На конкурсе 2021 года она исполнила песню «Technicolour».

## Биография
Родилась в 1995 году в Сиднее, выросла в Хиллс-Дистрикт, пригороде Сиднея. Её отец Густаво Карлос Серро (р. 1969), профессиональный футболист, выступавший за клубы Австралии и Малайзии.
Джессика описывает своё этническое происхождение как смесь аргентинских, испанских, филиппинских и французских корней.
В ноябре 2012 года Серро подписала договор с «Albert Music» и в течение следующих двух лет совершенствовала свои навыки написания песен под руководством Майкла Шумовски
В 2013 она взяла псевдоним Монтень в честь французского философа XVI века Мишеля де Монтень. Вскоре после окончания школы, Монтень приступила к записи своего первого мини-альбома с продюсером Тони Бухеном.

### 2014-16:«Glorious Heights»

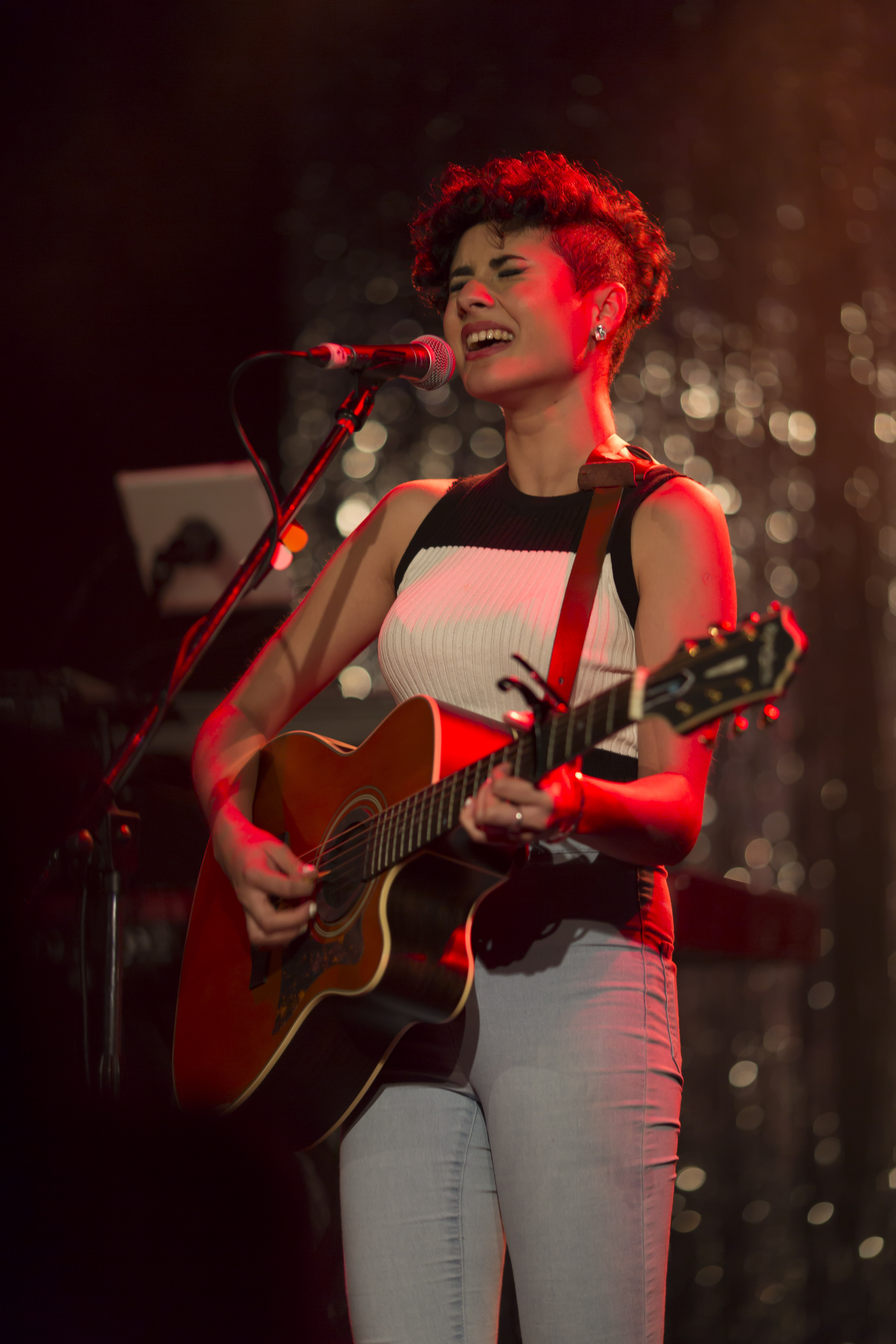
Выступление Монтень в 2015 г.

В 2014 году Монтень выпустила свой первый сингл «I Am Not an End», который попал в ротацию на радиостанции Triple J. В июле того же года она подписала договор об управлении и записи с Wonderlick Entertainment. 21 ноября 2014 года Серро выступила на передаче «Like a Version» на радио «Triple J», где исполнила собственную песню «I Am Not an End», а также кавер на песню «Chandelier», певицы Сиа. В тот же день Монтень выпустила свой второй сингл — «I’m a Fantastic Wreck», который также попал в ротацию на «Triple J» и на сиднейском комьюнити-радио FBi Radio, на котором песня стала 8-й по популярности в 2014 году.
В августе 2015 года у Монтень вышла песня «Clip My Wings», первый сингл из её дебютного альбома «Glorious Heights». В начале 2016 года, совместно с группой «Hilltop Hoods», записала песню «1955», которая достигла второго места в австралийском чарте.
В июне 2016 года Монтень выпустила третий сингл из своего дебютного альбома, под названием «Because I Love You». 30 июля данная песня появилась на 98 строчке в ARIA Singles Chart. Полностью альбом вышел 5 августа. В ноябре того же года Монтень стала победительницей «ARIA Music Awards» в номинации «прорыв года».

### 2017-настоящее время:«Complex»и«Eurovision — Australia Decides»
В ноябре 2018 года Монтень выпустила главный сингл из своего будущего альбома «For Your Love» Альбом вышел в свет 30 августа 2019 года под названием «Complex» и дебютировал на 19 строчке ARIA albums chart.
6 декабря 2019 года стал известно, что Монтень вошла в десятку участников шоу Eurovision - Australia Decides, которое является национальном отбором Австралии на Евровидение. 8 февраля 2020 года она выступила на проекте с песней «Don’t Break Me» и стала победительницей шоу, набрав в сумме 107 очков (54 очка от профессионального жюри и 53 от телезрителей). Как победительница, она должна была представить Австралию на конкурсе песни Евровидение-2020 в мае того же года в Роттердаме, но конкурс был отменён в связи с пандемией COVID-19. Позднее, 2 апреля 2020 года, было объявлено, что Монтень будет представлять Австралию на конкурсе 2021 года.
Песня Монтень для «Евровидения-2021», получившая название «Technicolour», была опубликована 5 марта 2021 года. С этой песней 18 мая она приняла участие в первом полуфинале конкурса, выступив под номером 5. Монтень не удалось пройти в финал, так как она не попала в десятку лучших стран по итогам голосования зрителей и жюри. Это был первый случай за всё время участия Австралии в конкурсе, когда австралийский конкурсант не прошёл в финал. Позже стало известно, что в первом полуфинале она заняла 14-е место, набрав 28 баллов.
22 октября 2021 года Монтень выпустила песню «Now (In Space)», ведущий сингл из своего предстоящего студийного альбома, который, по её словам, станет «пиком моей карьеры».

## Дискография

### Студийные альбомы
| Название         | Подробности | Наивысшая позиция в чартах |
| Название         | Подробности | AUS                        |
| ---------------- | --- | -------------------------- |
| Glorious Heights | - Выпущен: 2016 - Лейбл: Wonderlick Entertainment, Sony Music Australia - Формат: CD, цифровая дистрибуция, стриминг            | 4                          |
| Complex          | - Выпущен: 30 августа 2019 - Лейбл: Wonderlick Entertainment, Sony Music Australia - Формат: CD, цифровая дистрибуция, стриминг | 19                         |

### Мини-альбомы
| Название          | Подробности | Наивысшая позиция в чартах |
| Название          | Подробности | AUS                        |
| ----------------- | --- | -------------------------- |
| Life of Montaigne | - Выпущен: 21 ноября 2014 - Лейбл: Wonderlick Entertainment, Sony Australia - Формат: CD, цифровая дистрибуция, стриминг | —                          |

### Синглы

#### Как ведущая исполнительница
| Песня                                       | Год  | Наивысшая позиция в чартах | Наивысшая позиция в чартах | Сертификация     | Альбом                        |
| Песня                                       | Год  | AUS                        | LIT                        | Сертификация     | Альбом                        |
| ------------------------------------------- | ---- | -------------------------- | -------------------------- | ---------------- | ----------------------------- |
| «I Am Not an End»                           | 2014 | —                          | —                          |                  | Life of Montaigne             |
| «I’m a Fantastic Wreck»                     | 2014 | —                          | —                          |                  | Life of Montaigne             |
| «Clip My Wings»                             | 2015 | —                          | —                          |                  | Glorious Heights              |
| «In the Dark»                               | 2016 | —                          | —                          |                  | Glorious Heights              |
| «Because I Love You»                        | 2016 | 98                         | —                          | - ARIA: Platinum | Glorious Heights              |
| «For Your Love»                             | 2018 | —                          | —                          |                  | Complex                       |
| «Ready»                                     | 2019 | —                          | —                          |                  | Complex                       |
| «Love Might Be Found (Volcano)»             | 2019 | —                          | —                          |                  | Complex                       |
| «The Dying Song»                            | 2019 | —                          | —                          |                  | Complex                       |
| «Don’t Break Me»                            | 2020 | —                          | —                          |                  | Евровидение-2020              |
| «Technicolour»                              | 2021 | —                          | 42                         |                  | Евровидение-2021              |
| «My Life Is Better with You»                | 2021 | —                          | —                          |                  | My Brother, My Brother and Me |
| «Now (In Space)»                            | 2021 | —                          | —                          |                  | ‏‎                              |
| «—» обозначает релизы, не вошедшие в чарты. |      |                            |                            |                  |                               |

#### Как приглашённая исполнительница
| «1955» (совместно с Hilltop Hoods и Tom Thum)                                               | 2016 | 2 | - ARIA: 8x Platinum | Drinking from the Sun, Walking Under Stars Restrung |
| «Feel That» (совместно с Akouo)                                                             | 2017 | — |                     | Неальбомные синглы                                  |
| «You're the Voice» (в рамках проекта «Объединённые голоса против насилия в семье»)          | 2017 | — |                     | Неальбомные синглы                                  |
| «I’ll Make You Happy» (совместно с The Bamboos)                                             | 2017 | — |                     | Rebeat                                              |
| «Best Freestylers in the World» (совместно с Aunty Donna)                                   | 2018 | — |                     | The Album                                           |
| "A Whole Day's Night" (совместно с Hilltop Hoods и Tom Thum)                                | 2020 | — |                     | TBA                                                 |
| "Red Flags" (совместно с Tom Cardy)                                                         | 2020 | — |                     | Big Dumb Idiot                                      |
| «—» обозначает релизы, которые не попали в чарты или не были выпущены на данной территории. |      |   |                     |                                                     |

## Награды и номинации

### APRA Awards
| Год  | Номинируемая работа                     | Категория  | Результат |
| ---- | --------------------------------------- | ---------- | --------- |
| 2017 | «1955» (with Hilltop Hoods & Thom Thum) | Песня года | Номинация |

### ARIA Music Awards
| Год  | Номинируемая работа                     | Категория                | Результат |
| ---- | --------------------------------------- | ------------------------ | --------- |
| 2016 | Glorious Heights                        | Лучшая исполнительница   | Номинация |
| 2016 | Glorious Heights                        | Прорыв года              | Победа    |
| 2016 | «1955» (with Hilltop Hoods & Thom Thum) | Песня года               | Номинация |
| 2016 | «1955» (with Hilltop Hoods & Thom Thum) | Лучшее музыкальное видео | Номинация |
| 2016 | Tony Buchan for Glorious Heights        | Продюсер года            | Номинация |

## Комментарии
1. ↑  «Don't Break Me» не вошла в чарт ARIA top 100, но достигла 22 позиции в ARIA Digital Track Chart[англ.]*[36].